# Avonmore (řeka)
Avonmore je řeka ve východním Irsku. Společně s řekou Avonbeg je levostranným přítokem řeky Avoca. Je dlouhá 27 kilometrů a protéká hrabstvím Wicklow.

## Tok
Vzniká soutokem horských toků Cloghoge a Inchavore, které se vlévají do jezera Lough Dan. Západně od obce Roundwood již vytéká z jezera řeka Avonmore, teče jihovýchodním směrem k osadě Ballinacorbeg, odtud do oblasti Glebe na jih a pak k obci Laragh na jihozápad. Zde nejprve přibírá zprava Glenmacnass, přechodně se stáčí na jih a opět zprava přibírá Glendasan. Odtud pokračuje jihovýchodním směrem, přibírá pravostranný Derrybawn River a pod osadou Clara mění směr toku na jih. Na dolním toku protéká městem Rathdrum, následně protéká okrajem přírodního parku Avondale Forest Park, nakonec se v místě zvaném Meeting of the Waters spojuje s řekou Avonbeg a dále už tečou pod názvem Avoca.